# Eugenia Tenenbaum
Eugenia Tenenbaum   (Santiago de Compostel·la, 1996) és una historiadora de l'art, divulgadora cultural, autora, feminista i activista LGBT gallega.
Pren el pseudònim del film The Royal Tenenbaums, dirigit per Wes Anderson. Va estudiar Història de l'Art a la Universitat Complutense de Madrid i al tercer curs es va adonar de la criptogínia imperant en el camp en qüestió. Així doncs, va començar la seva tasca de divulgació per mitjà de les xarxes socials. En el contingut que difon, de caràcter feminista, antiracista i anticapitalista, tracta temes com ara la literatura, el lesbianisme i la dona. Notòriament, el 2022 va publicar el seu primer llibre, La mirada inquieta, en el qual introdueix la perspectiva de gènere en el món de les arts.

## Obra
- La mirada inquieta (2022)
- Las mujeres detrás de Picasso (2023)